# 丁孝文
丁孝文（1966年9月—），江苏海安人，中华人民共和国外交官，曾任中华人民共和国驻博茨瓦纳共和国特命全权大使、中共中央办公厅调研室局长、中联部部长助理。1992年12月，加入中国共产党。

## 生平
1990年，毕业于外交学院，进入中华人民共和国外交部工作，先后在外交部新干班、外交部新闻司、外交部办公厅、驻美国大使馆任职，后任外交部办公厅参赞。2007年3月，出任中华人民共和国驻博茨瓦纳大使。2009年2月，自驻博茨瓦纳大使离任。2010年8月，调任中共中央办公厅调研室局长。2015年1月，任中共中央对外联络部部长助理。2016年2月，卸任部长助理一职。